# Копець Люблінської унії

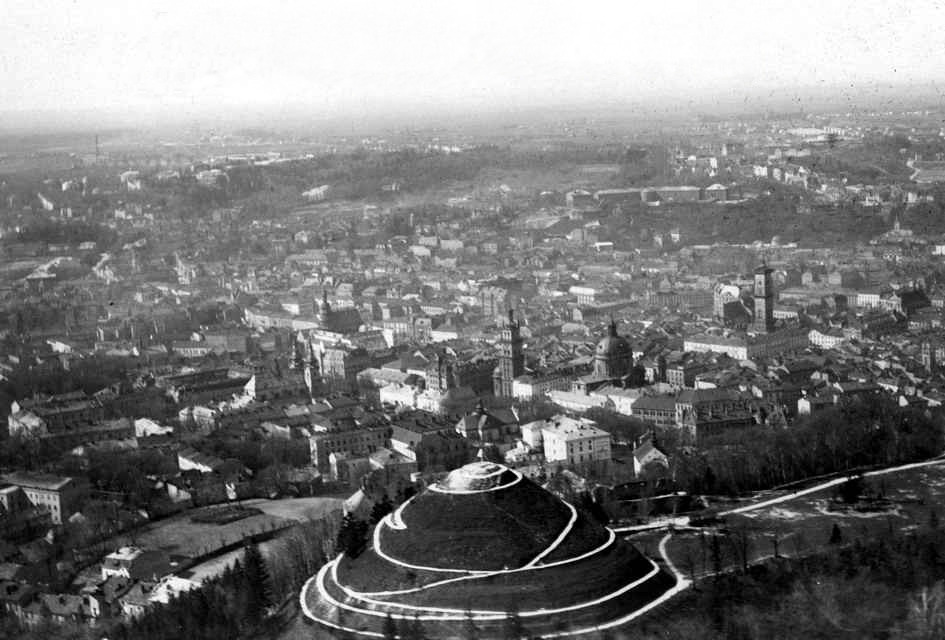
Аеросвітлина 1930-х років

Копець Люблінської унії — пагорб, на верхівці Замкової гори у Львові названий на честь 300-річчя Люблінської унії. Завдяки копцю висота Замкової гори збільшилася до 409.5 м над рівнем моря. На вершині копця міститься оглядовий майданчик, звідки відкривається панорама міста. Насипаний з ініціативи та на кошти польського політика Францішка Смольки. Унаслідок насипання копця було знищено значну частину залишків Високого замку, що поставило хрест на його ґрунтовному дослідженні.

Ідея створення місця відпочинку на честь відзначення 300-річчя укладення унії між Королівством Польським та Великим князівством Литовським 1569 року з'явилася у 1869 році. Комітет із відзначення ювілею на чолі з Францішком Смолькою запропонував магістрату створити оглядовий майданчик на природному насипі. Мерія прийняла пропозицію 28 червня. 11 серпня 1869 року в рамках маніфестації було закладено наріжний камінь із викарбуваними гербами та написом: 
|  | Вільні з вільними, рівні з рівними — Польща, Литва і Русь, об'єднані Люблінською унією 12 серпня 1569 року |

Того дня було урочисто висипано землю зі всіх польських земель, а також із могил Міцкевича, Словацького та генерала Княжевича. Згодом натовпи поляків звозили землю, адже вважали національним обов'язком ввезти хоча б кілька тачок землі на пагорб. Таке насипання тривало кілька років і спричинило руйнування залишків старого замку та знищення цінних археологічних пам'яток. У п'яту річницю розпочатих робіт було влаштовано урочисте перенесення Лева Лоренцовича на Високий замок. Аби запобігти маніфестації, міська влада перенесла монумент самостійно. У подальші роки для укріплення насипу було зруйновано залишки оборонних мурів замку, часом траплялися земляні зсуви (зокрема, у день Пасхи 1888 року обвалилася п'ята частина).
Сьогодні копець є популярним серед туристів. На його вершині встановлено прапор України, як пам'ятний знак взяттю Замкової гори військами Максима Кривоноса.

## Галерея

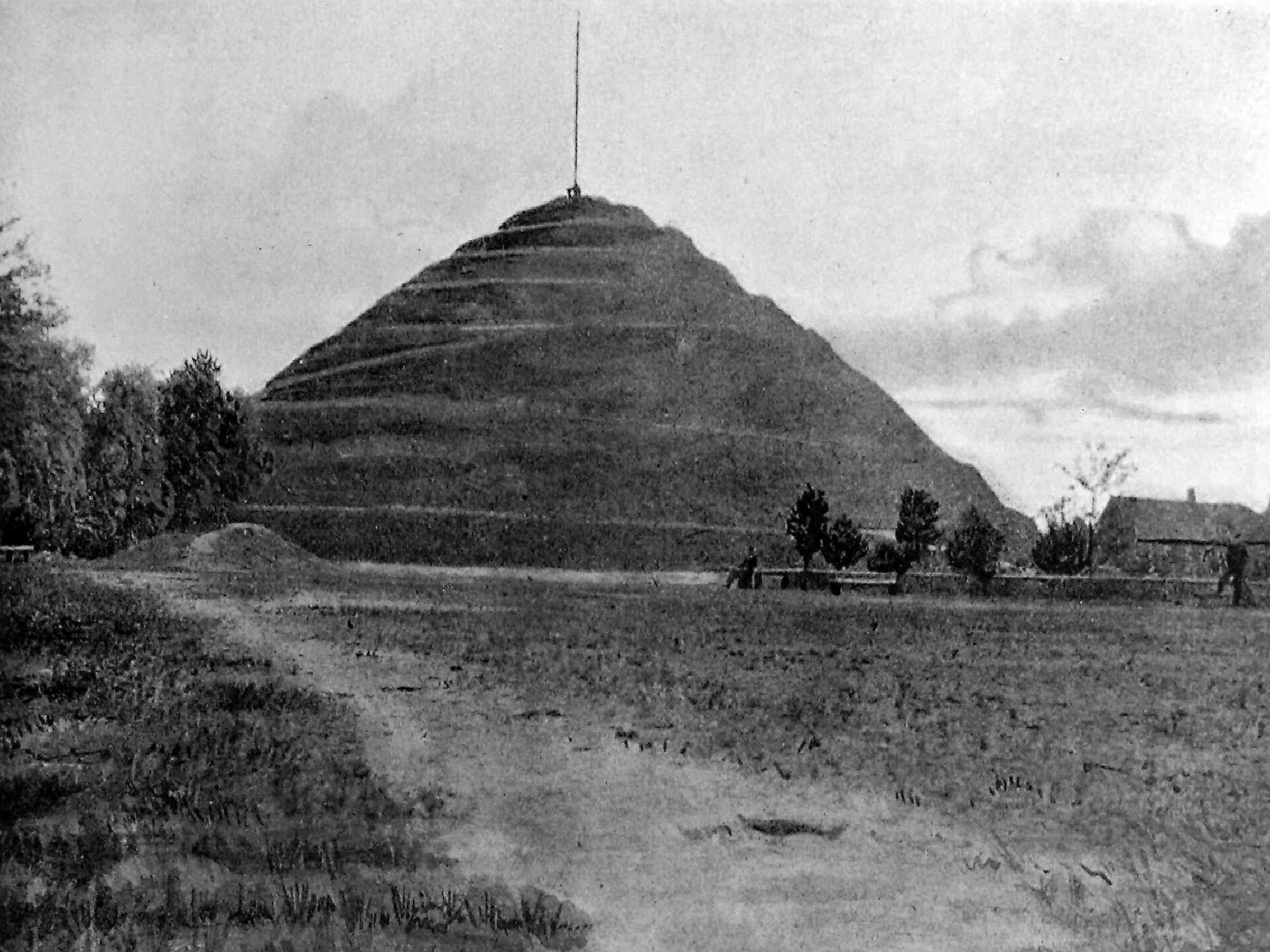
Фото початку 20 століття
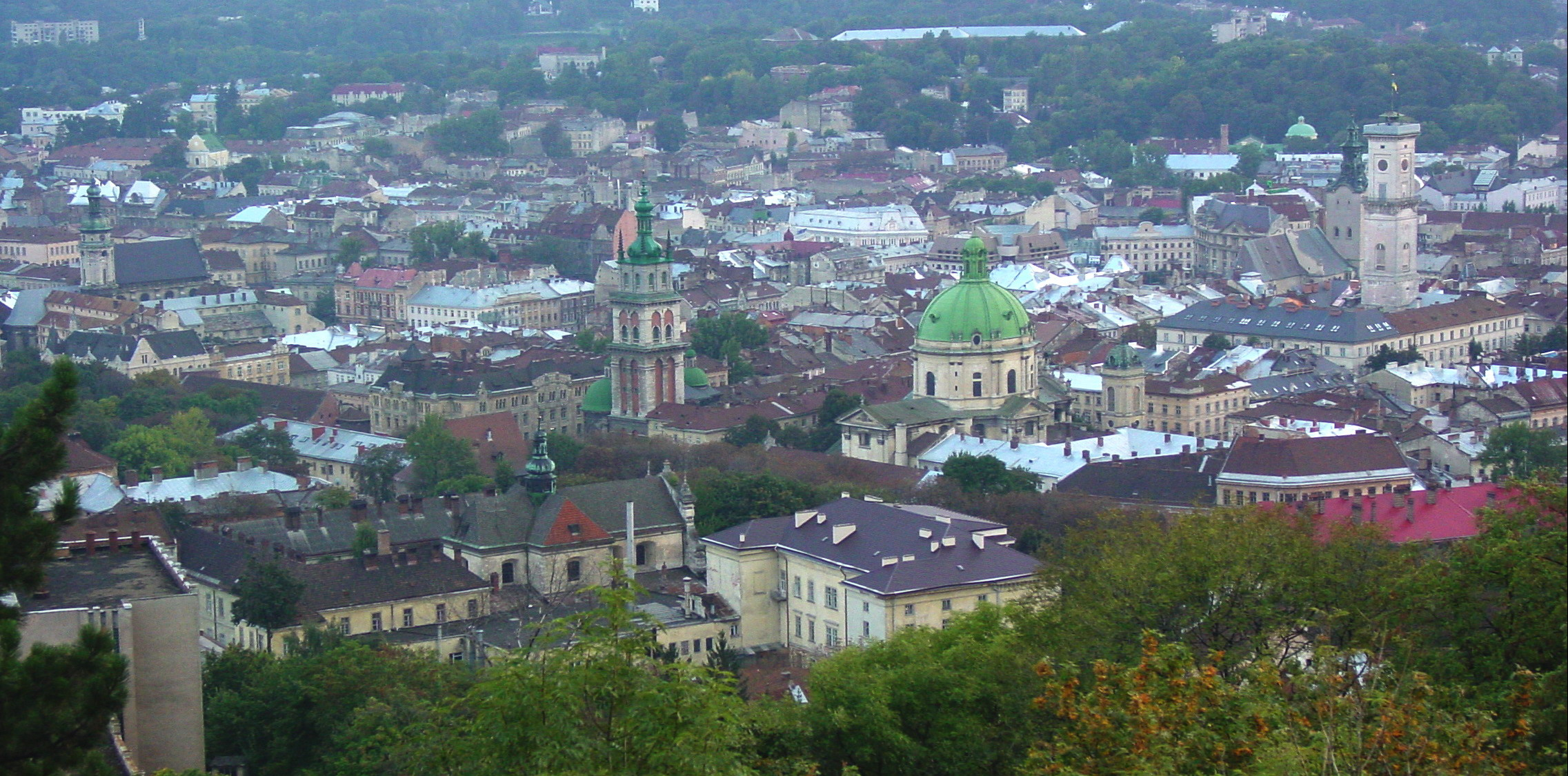
Панорама історичного центру з копця